# Sal de costa
La sal de costa es cloruro de sodio (sal de mar) usada en Chile desde tiempos inmemoriales. Se extrae de piscinas llenas de agua marina por evaporación natural por la acción del aire y el sol.
Sus usos son variados: para salar alimentos, quitar el hielo de los caminos congelados o en estética para baños de belleza.
Famoso por sus salinas es Cáhuil en la VI Región del Libertador General Bernardo O'Higgins, Chile, de donde se extrae este producto entre otros lugares.
- Datos: Q6117062